# 慕容會
清河王慕容會（373年后—397年） ，後燕名將，中國五胡十六國時期後燕惠愍帝慕容寶第二子，婢妾所生，慕容盛之异母弟，獻哀太子慕容策之庶兄。

## 生平
幼年随兄慕容盛和叔父慕容柔从前秦治下逃奔后燕，封清河公。
慕容垂因为慕容宝长期没有嫡子，深为担忧。慕容会长大以後清俊多才藝，有謀略，得到了祖父慕容垂宠爱。太元十九年（394年），慕容垂在發兵攻打西燕時，留下慕容會鎮守鄴。
及至慕容寶北伐，慕容垂使慕容會代攝宮事，總錄、禮遇一同太子，所以見定旨意。慕容垂伐魏時，以龍城舊都，是宗廟之所在，再使慕容會鎮幽州，委以東北之重任，高選僚屬以崇威望。
太元二十一年（396年），慕容垂遣征東將軍平規發兵冀州。二月，平規以博陵、武邑、長樂三郡之兵謀反於魯口，其從子冀州刺史平喜勸諫平規，但是平規不聽。平規弟海陽令平翰亦起兵於遼西以為呼應。慕容垂遣鎮東將軍餘嵩擊平規，餘嵩戰敗身死。慕容垂親自率軍攻擊平規，軍至魯口，平規棄眾出走，帶同妻子及平喜等數十人走渡河，慕容垂引兵還中山。平翰引兵趣龍城，清河公慕容會遣東陽公慕容根等打敗平翰軍，平翰出走山南。
慕容垂臨死，嘱咐慕容寶立慕容会为太子。但慕容宝宠爱皇三子濮陽公慕容策，且考虑長子長樂公慕容盛居长，并不想立慕容會。长子慕容盛则表示支持慕容策。慕容寶大悅，乃訪其趙王慕容麟、高陽王慕容隆，慕容麟等，皆贊成之，遂立慕容策之母段氏為皇后，慕容策為皇太子，慕容盛、慕容會進爵為王。慕容會非常不满。
同年九月，章武王慕容宙奉燕方慕容垂及成哀段之喪，葬於龍城宣平陵。慕容寶下詔慕容宙通知慕容隆，參佐、部曲、家屬皆還中山，但是慕容寶之子清河王慕容會違詔，多留部曲而不遣散。慕容宙年長為尊長，但慕容會每次見面都欺侮他，見者皆知慕容會有異志。
隆安元年（397年），慕容會聽聞魏軍東下，上表求戰，慕容寶准許。慕容會當初並無出征的意思，便使征南將軍庫辱官偉、建威將軍餘崇將兵五千為前鋒。餘崇乃餘嵩之子。庫辱官偉等停頓在盧龍近百日，無糧食下要啖馬牛，並且將盡，慕容會乃不發。慕容寶大怒，累次下詔切責；慕容會不得已，以治行簡練為名，再留月餘。當時道路不通，庫辱官偉欲使輕軍前行通道，偵察魏軍強弱，並且虛張聲勢；諸將皆畏避不欲行。餘崇率步騎五百人，進至漁陽，遇到魏千餘騎兵，餘崇命軍士鼓噪直進，餘崇手殺十餘人。魏騎潰敗而去，餘崇亦引軍退還，斬首而獲生，具言敵中闊狹，眾軍心才稍振。慕容會乃道上徐徐進軍，一個月後始達薊城。
三月，慕容寶撤出中山城，留慕容詳鎮守中山。慕容寶等萬餘騎出中山會合慕容會軍。至薊後，慕容會率領騎兵二萬迎於薊南，慕容寶怪責慕容會容止怏怏有恨色，密告慕容隆及慕容農。慕容農及慕容隆同曰：「會年少，專任方面，習驕所致，豈有它也！臣等當以禮責之。」慕容寶雖遵從，然猶下詔解慕容會兵權以歸慕容隆，慕容隆固辭；乃減慕容會之兵，分給慕容農、慕容隆。
慕容寶盡遷徙薊中府庫北走龍城。北魏石河頭引兵追截慕容寶於夏謙澤。慕容寶本來不欲戰鬥，但是慕容會請戰，慕容寶乃遵從他的請求。慕容會整軍後與魏兵戰，慕容農、慕容隆等將南來騎沖擊，北魏兵大敗，追奔百餘里，斬首級數千。慕容隆又獨追數十里而還。
慕容會擊敗魏兵之後，驕傲凶狠更甚；叔父慕容隆屢次訓責他，慕容會更加忿恚。慕容會以两个叔叔慕容農、慕容隆皆曾鎮守龍城，屬尊位重，名望在他之上，惟恐大軍至龍城後，自己不能掌握權政，已知自己最終無嗣位之希望，乃謀反作亂。
幽、平之兵皆心懷慕容會之恩，不樂為二王屬下，請求慕容寶讓慕容會帶領他們南下解京師之圍。慕容寶乃不准，眾人不悅而退。左右勸戒慕容寶殺慕容會，侍御史仇尼歸聽聞後，勸慕容會誅慕容農、慕容隆二王，廢太子慕容策，自立為東宮，身兼將相之任。慕容會猶豫下未許。
慕容寶認為慕容會必反，與慕容農、慕容隆商议殺慕容會，但二人勸阻慕容寶，希望父子能和解。慕容會聽聞後益發恐懼。同年四月，慕容會叛變，派仇尼歸、吳提染乾等二十餘人分道襲擊慕容農、慕容隆。慕容隆被殺，慕容農亦受到重傷，骨破見腦，但是他擒下仇尼歸而逃入山中。慕容寶親手為慕容農裹傷，僥倖救活。
慕容會以仇尼歸被擒，謀反之事最終會被揭發，所以連夜見慕容寶指控慕容農與慕容隆謀逆，所以他已將二人除去。慕容寶意欲聲討慕容會，陽為好言以安之曰：「吾固疑二王久矣，除之甚善。」慕容會立仗嚴備而引道。慕容會欲棄慕容隆之棺木，餘崇涕泣固請，所以聽其言載棺隨軍，慕容農出走自歸，慕容寶呵之曰：「何以自負邪！」命人擒下。行十餘里，慕容寶顧召群臣食，且議慕容農之罪。慕容會就坐，慕容寶目示衛軍將軍慕輿騰令斬慕容會，只能傷其頭部不能殺死他。慕容會走赴其軍中，勒兵攻打慕容寶。慕容寶帥數百騎馳二百里，午後至龍城。慕容會遣騎追至石城卻追不及。
慕容會遣仇尼歸進攻龍城；慕容寶在夜間遣兵襲擊大破仇尼歸的軍隊。慕容會遣使迫使其父誅“左右佞臣”、立他为皇太子，慕容寶不准許。慕容會盡收乘輿器服，把慕容寶的後宮妃嬪分賞了將帥，署置百官，自稱皇太子、錄尚書事，引兵攻向龍城，以討慕輿騰為名停頓兵臨城下。慕容寶駕臨西門，慕容會乘馬遙與慕容寶對話，慕容寶責備他。慕容會命令軍士向慕容寶大噪以耀威，城中將士皆感憤怒，向暮出戰而大破慕容會大軍，慕容會的兵士死傷太半，逃走回營。侍御郎高雲夜帥敢死兵士百餘人突襲慕容會的軍隊，慕容會大軍皆潰敗。慕容會僅帶領十餘騎逃奔中山，卻被開封公慕容詳殺死。慕容會的母親及三個兒子則被慕容寶處死。
慕容寶大赦，凡與慕容會同謀者皆獲除罪及恢復舊職。論功行賞而拜將軍、封侯者有數百人。以慕容農為左僕射，再拜司空、領尚書令。餘崇出走後獨回歸，慕容寶嘉許他的忠誠，拜中堅將軍，使他率領宿衛。贈高陽王慕容隆司徒，謚「康王」。